# Selatrað
Selatrað (denumire tradusă ca loc unde cresc focile) este un sat situat pe coasta de vest a insulei Eysturoy din  arhipelagul Feroe. Este localitate componentă a comunei Sjóvar. Biserica din sat, construită din piatră în 1927, este prima de acest fel din arhipelag. Este punct de plecare în drumeție în zona montană adiacentă.